# ジャンニ・ライモンディ

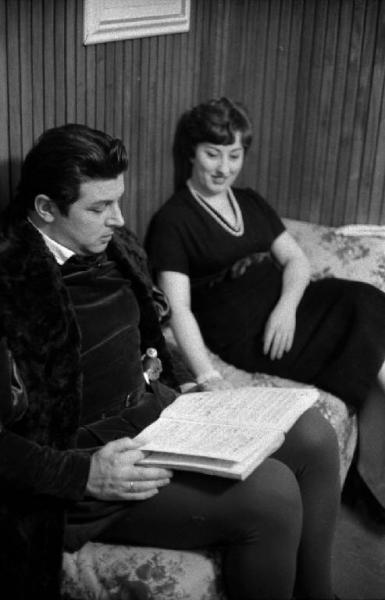
ジャンニ・ライモンディ

ジャンニ・ライモンディ（Gianni Raimondi, 1923年4月13日 - 2008年10月19日）は、1950年代から1970年代にかけて活躍したイタリアのテノール歌手。輝かしい高音を響かせる代表的なリリコ・テノーレとして幅広いレパートリーを誇り、ミラノ・スカラ座を中心に活躍した。

## 経歴
ボローニャに生まれ、マントヴァで声楽を学ぶ。1947年、故郷近くのブドリオの地方劇場にてヴェルディ『リゴレット』マントヴァ公爵役でデビュー、すぐに北イタリア中心に活躍が始まる。
1956年には、ミラノ・スカラ座にデビュー、カルロ・マリア・ジュリーニの指揮のもとマリア・カラスと共演、ヴェルディ『ラ・トラヴィアータ』アルフレード役を歌った。これはジュゼッペ・ディ・ステファーノが同役を数回の公演の後降りてしまったための代役であったが、ライモンディはこの好機を活かし、聴衆の支持を勝ち取った。
1957年にはウィーン国立歌劇場でヘルベルト・フォン・カラヤンのタクトの下、プッチーニ『ラ・ボエーム』ロドルフォ役を歌う。カラヤンは彼を気に入ったものとみえ、その後も数多くの公演でライモンディを起用し、また1965年の映画版『ラ・ボエーム』（指揮カラヤン、演出フランコ・ゼッフィレッリ）にも出演させている。同1965年からはニューヨーク・メトロポリタン歌劇場にも出演、4シーズンで44回出演し、『ラ・ボエーム』、ドニゼッティ『ランメルモールのルチア』エドガルド役、シャルル・グノー『ファウスト』題名役などを歌った。
しかしライモンディの主たる活躍場所はやはりスカラ座だった。彼の総出演回数は200回を超え、うち名誉とされるシーズン初日（12月7日）の出演も1966、67、70、71年の4シーズンを数えるなど、1960年代後半から70年代前半スカラ座を代表するテノールとして君臨した。
1970年代後半には引退、80歳を越えた晩年になっても声楽教師として後進の指導に当たっていたという。

## 評価
ジャンニ・ライモンディは声量的には平均的なテノールであったが、声域全般にわたって均質な響きの良さ、最高音域での輝かしさがあった。レパートリー的にもロッシーニからプッチーニまでの多岐をこなし、今日でも多くのリリコ・テノーレが目標とする存在である。
彼の不運は商業録音に恵まれなかったことにあった。これは彼がもっぱらイタリア国内で活動し、主要マーケットであるアメリカ、イギリスでの知名度が低かったこと、1950年代ではディ・ステファーノ、1960年代にはコレッリやベルゴンツィ、1970年代に入るとドミンゴやパヴァロッティといった、レパートリーの重なる有名テノールに機会を奪われたことが原因であろう。